# 仁青休布错
仁青休布错（藏語：རིན་ཆེན་ཤུབས་མཚོ，威利转写：rin chen shubs mtsho，THL：Rinchen Shuptso）位于中国西藏自治区日喀则市仲巴县境内，地处仲巴县北部，冈底斯山北麓，湖面海拔4756米，面积187.1平方公里。湖水主要靠冰雪融水径流补给。湖西南岸有祝地臧布三角洲平原，其余湖岸为山地。